# Hōryū-ji
Hōryū-ji (jap. 法隆寺; „Świątynia Rozkwitu Prawa”) – jedna z najstarszych świątyń buddyjskich w Japonii, w mieście Ikaruga w prefekturze Nara, w 1993 roku wpisana na listę światowego dziedzictwa UNESCO.
Świątynię wzniesiono w 607 roku na polecenie księcia Shōtoku. Budowniczymi byli mistrzowie sztuki budowlanej z Korei, którzy wznieśli wszystkie japońskie świątynie i klasztory w okresie Asuka. Jest to, obok budowli w Korei, jedyny przykład budownictwa chińskiego tego okresu.
Klasztor ten należał do szkoły hossō-shū, będącej odpowiednikiem chińskiej szkoły faxiang. W 670 roku świątynia została zniszczona przez pożar. Odbudowano ją w 708 roku. Z pierwotnych zabudowań zachował się m.in. główny pawilon (kondō), zaliczany do najstarszych, drewnianych budynków na świecie. Do naszych czasów dotrwał także pawilon Yumedono z 738 roku. Pozostałe budowle pochodzą z późniejszego okresu. Kompleks klasztorny dzieli się na dwa, położone obok siebie, zespoły: Sai-in – zespół zachodni oraz Tō-in – zespół wschodni. Starszy jest zespół Sai-in. Na terenie kompleksu Hōryū-ji przechowywanych jest wiele cennych zabytków sztuki japońskiej, m.in. rzeźby sakralne z przełomu VI i VII wieku, a także wyroby rzemiosła artystycznego, malowidła (freski) i rękopisy.

## Galeria

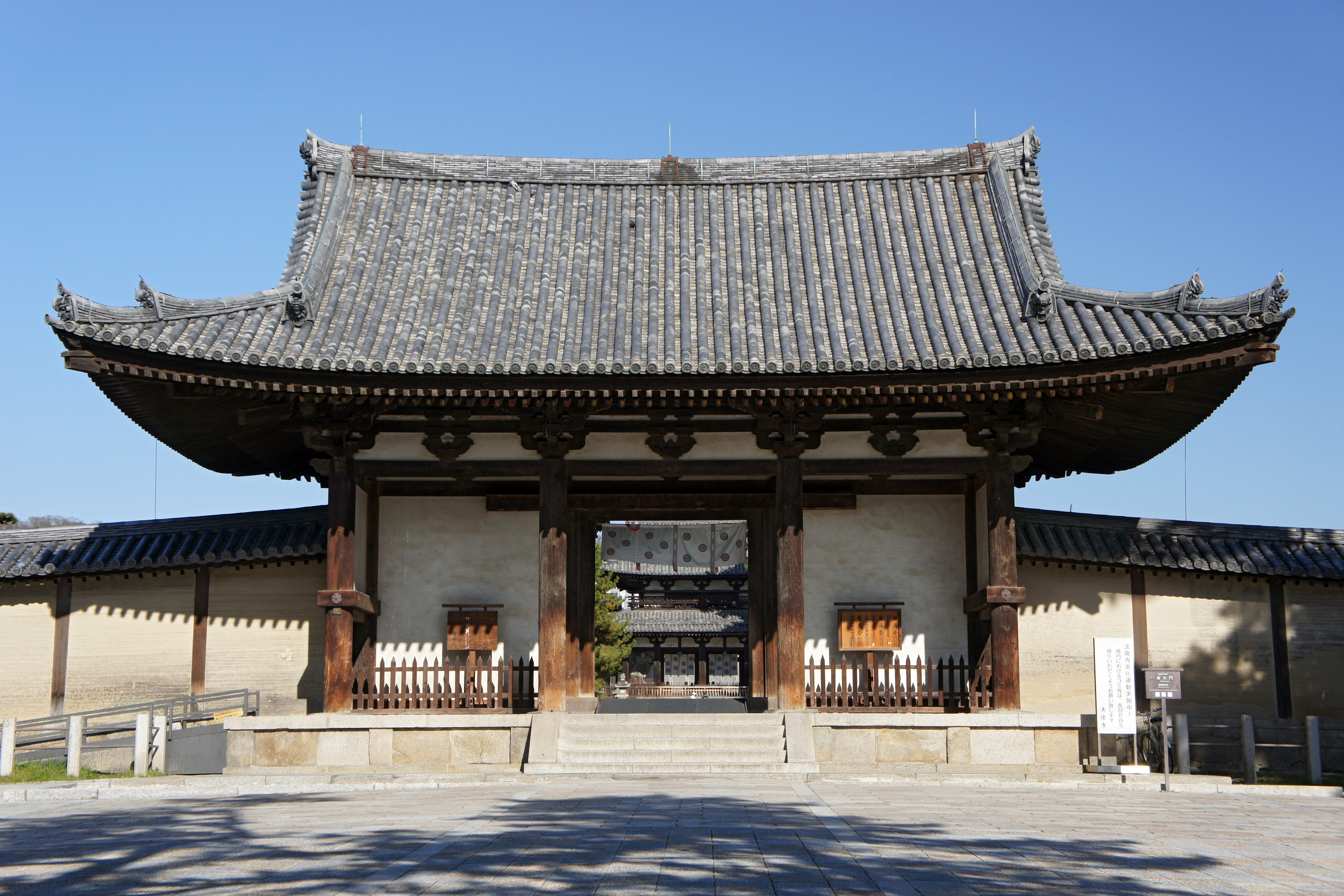
Brama Nandaimon
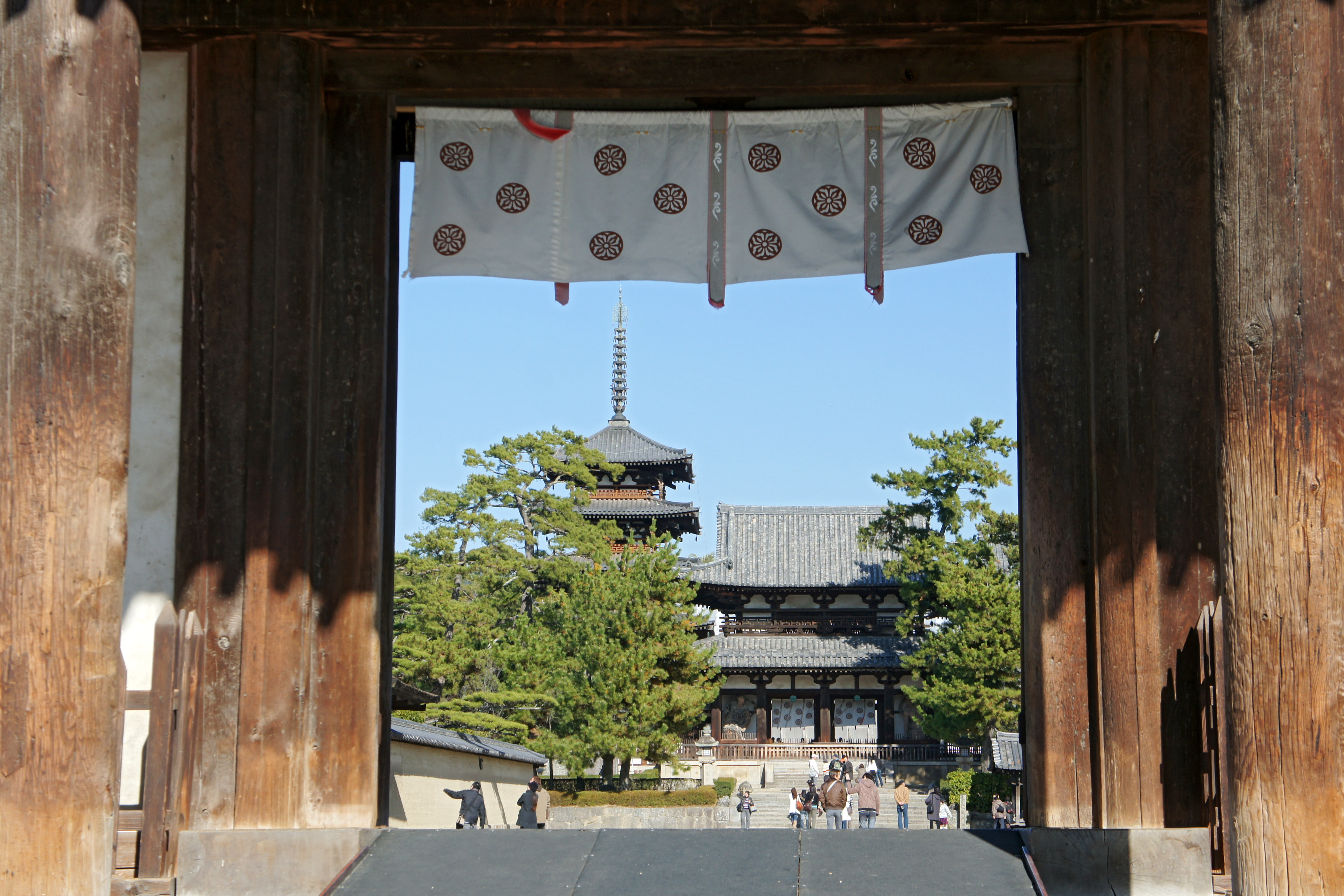
Zachodnia część kompleksu (widok z bramy Nandaimon)
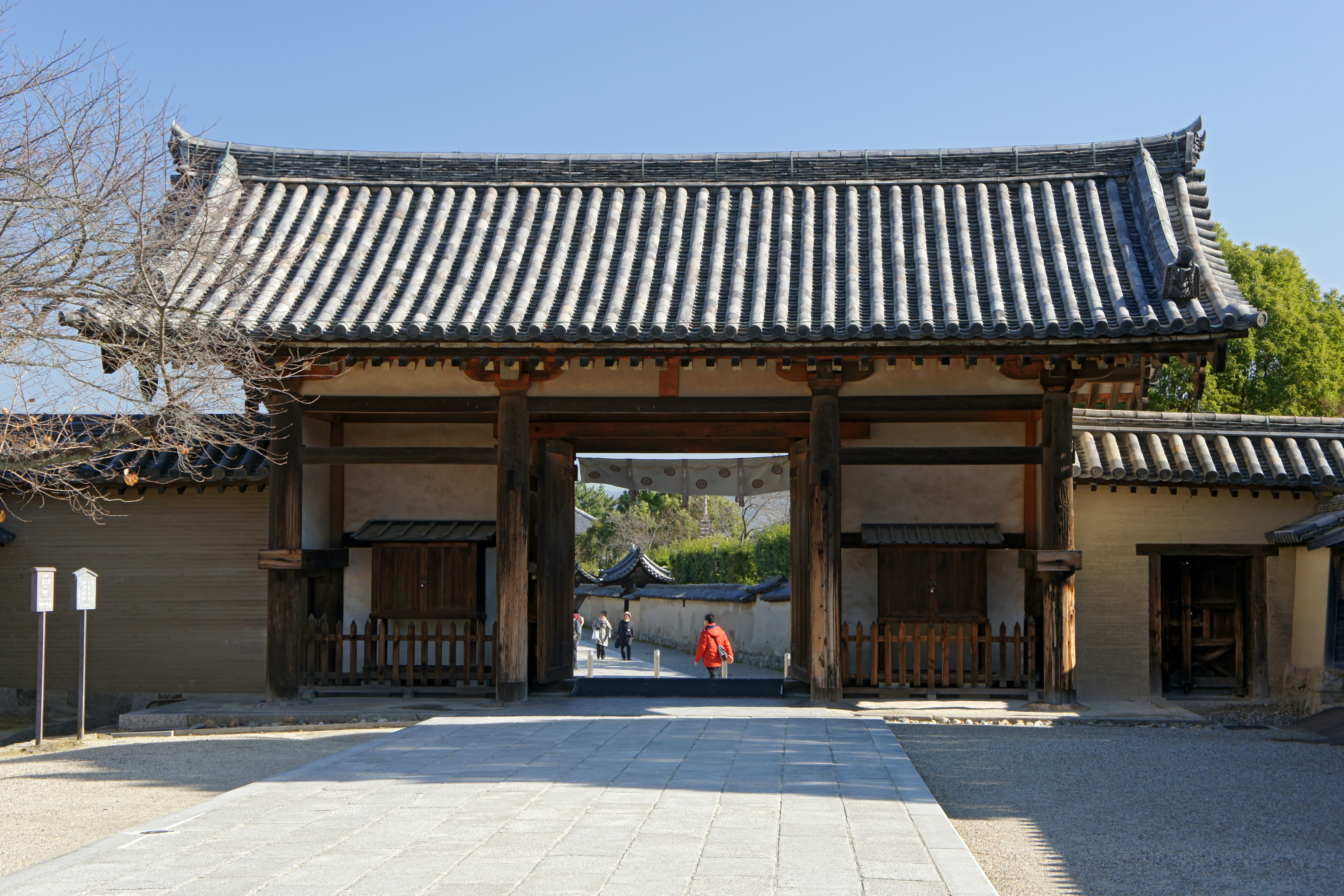
Tōdaimon (Skarb Narodowy Japonii)
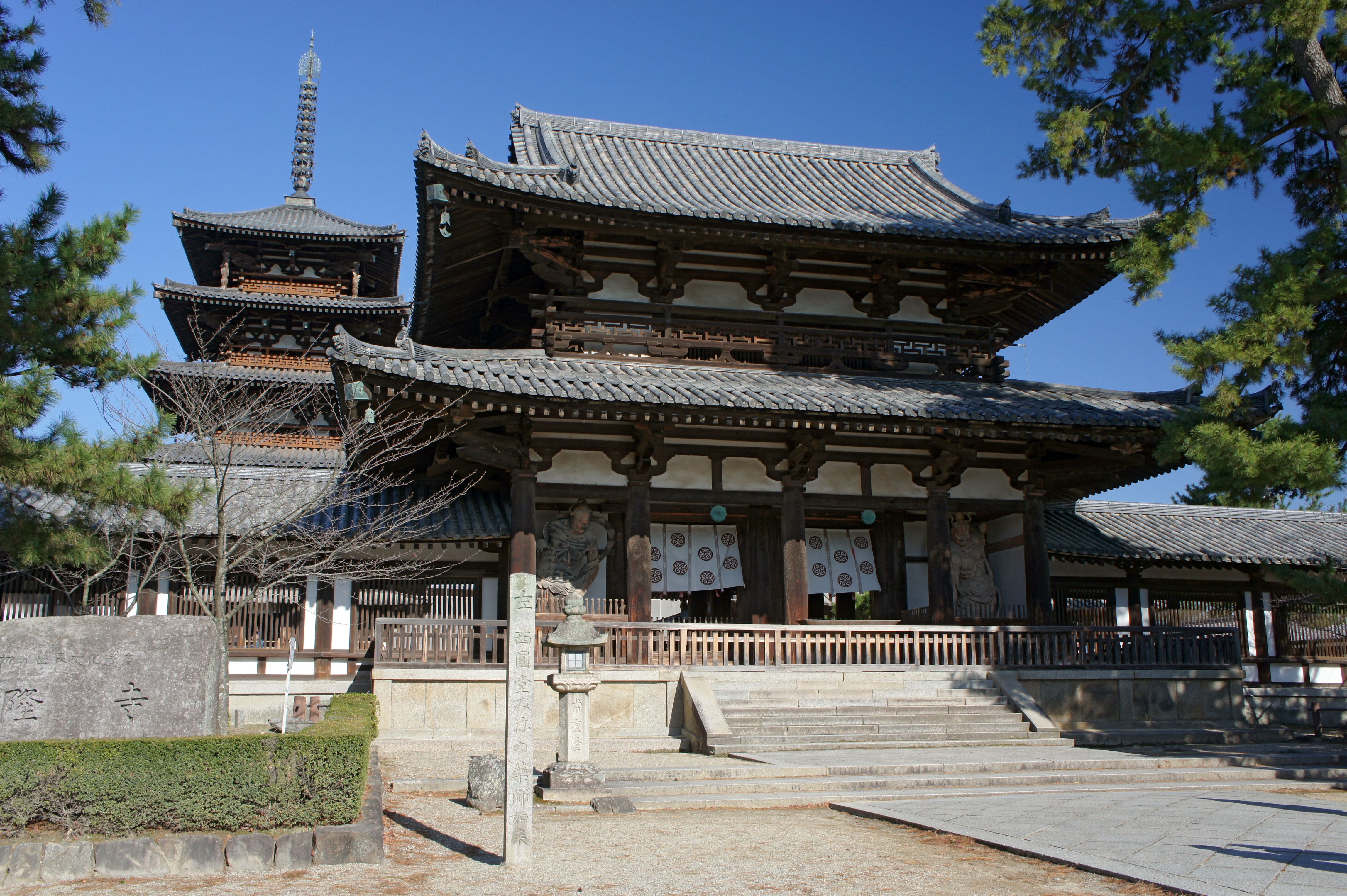
Chūmon (Brama Wewnętrzna)
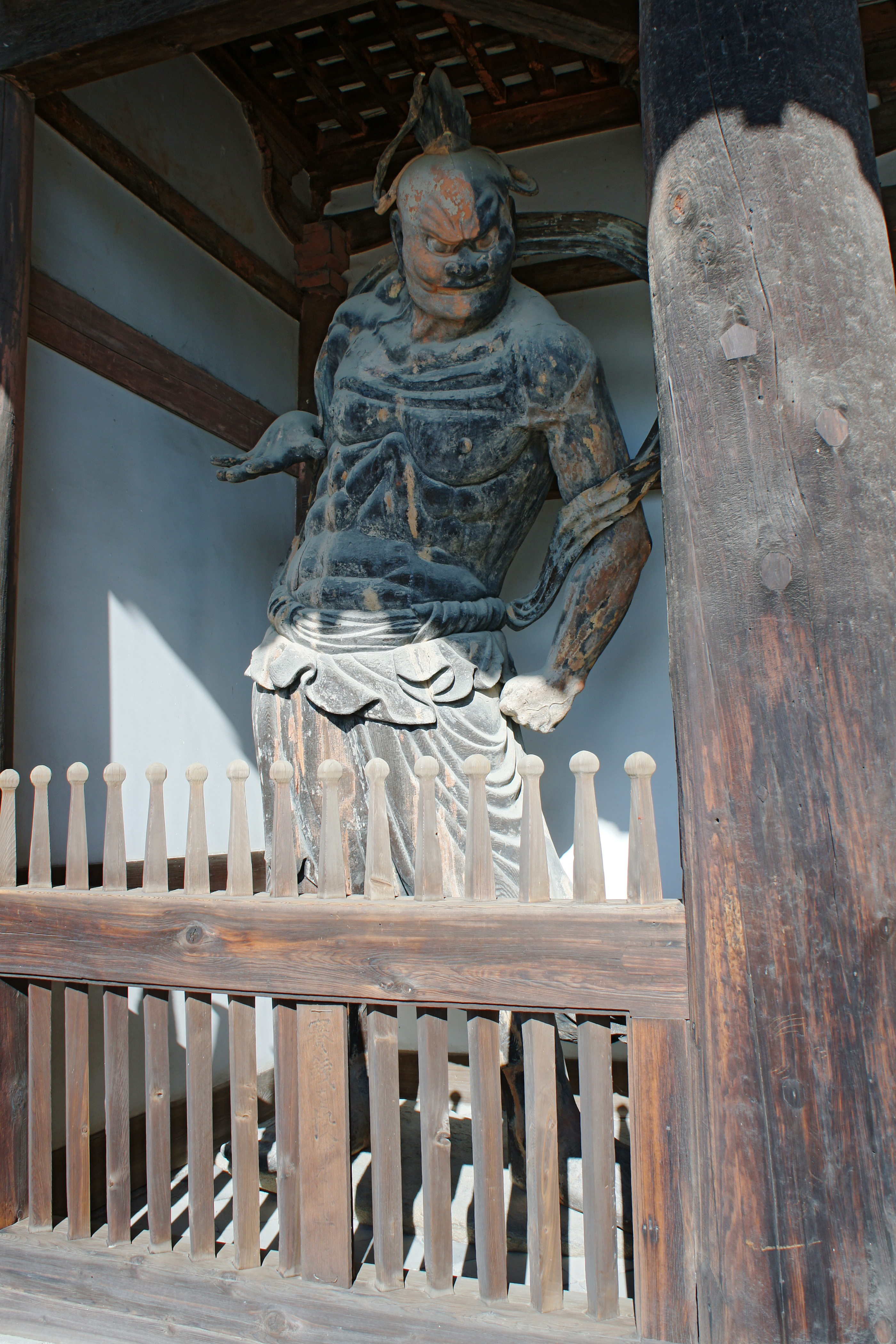
Ungyō, boski strażnik (król)
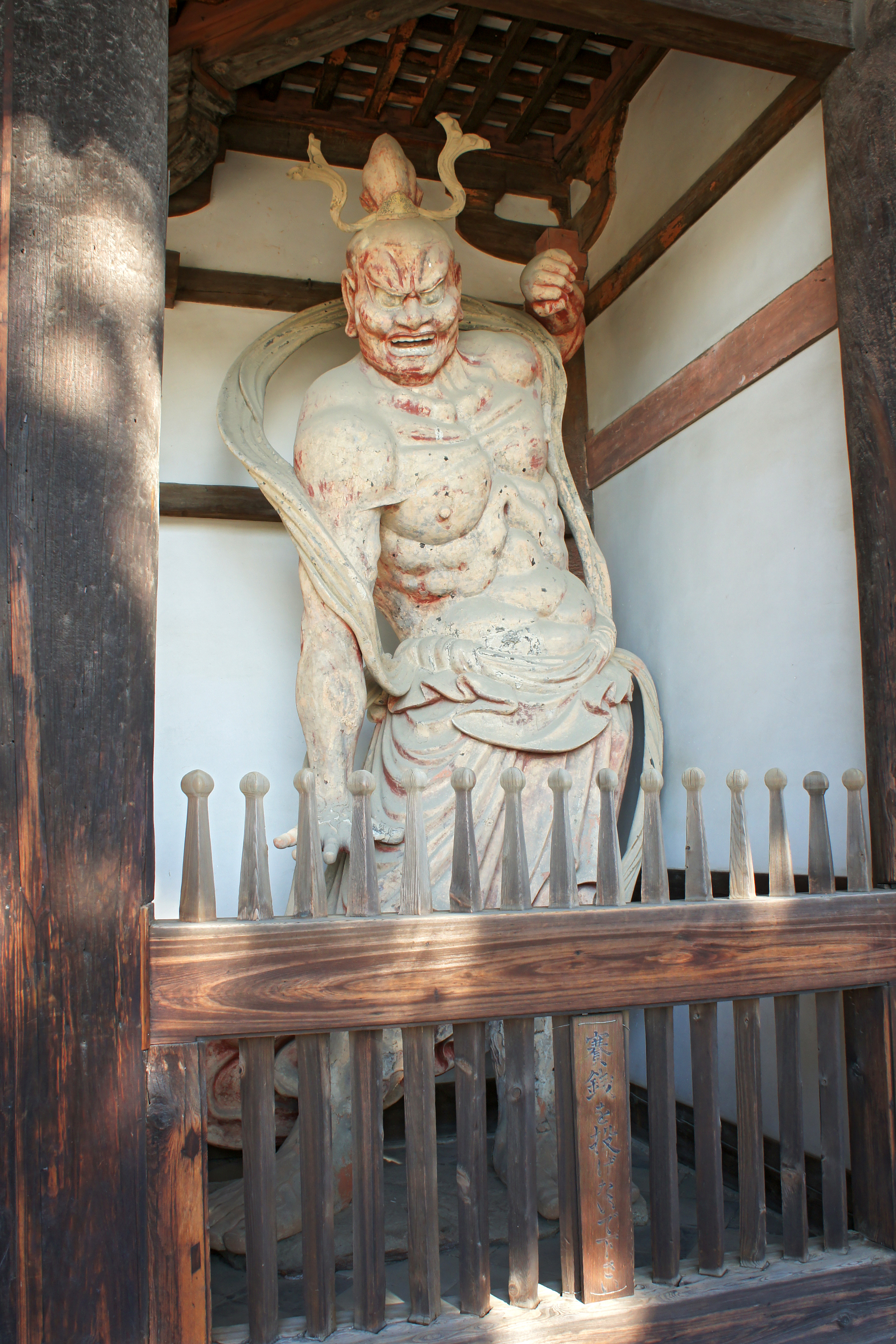
Agyō, boski strażnik (król)
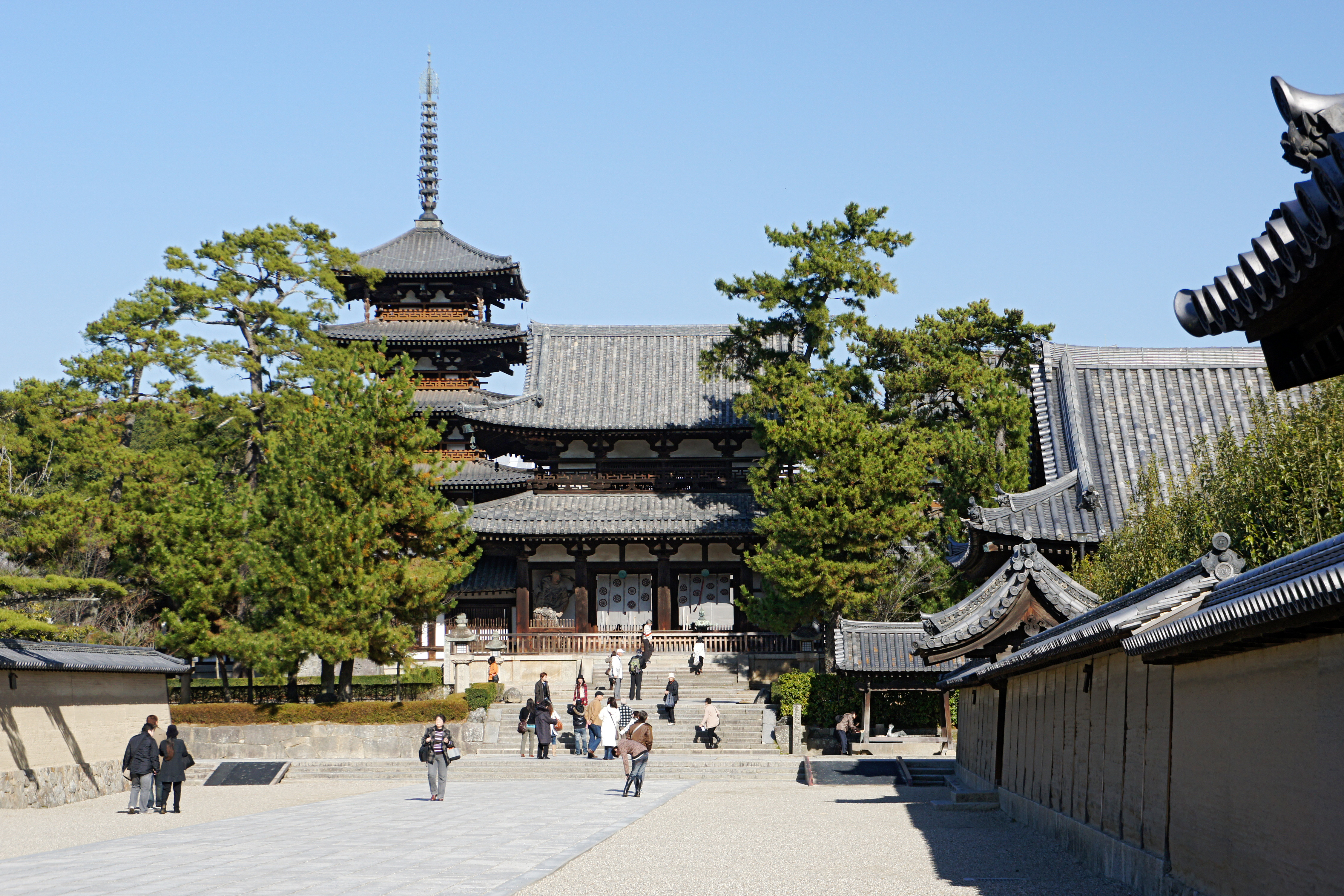
Widok ogólny
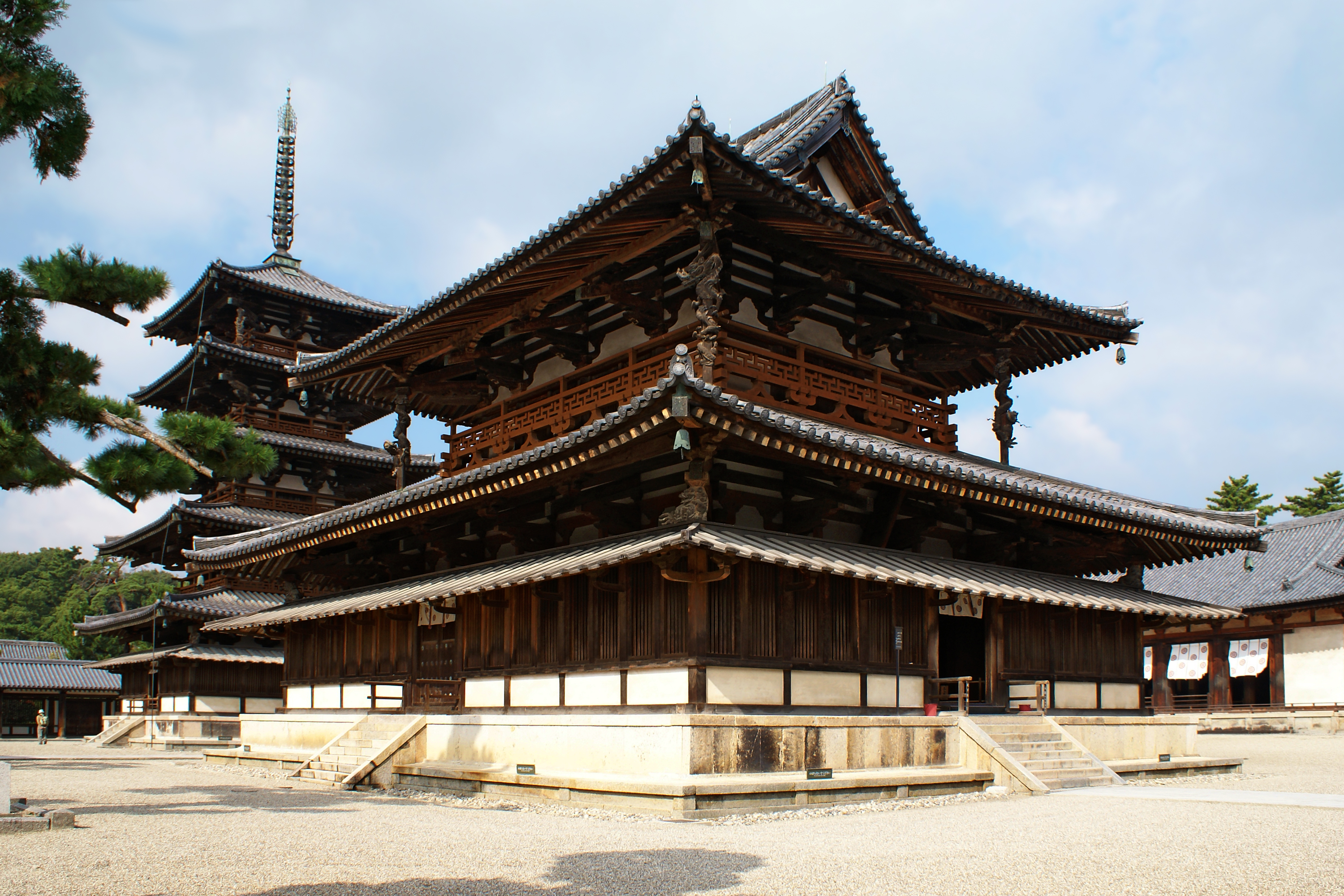
Kondō (Główny Pawilon, Skarb Narodowy Japonii)
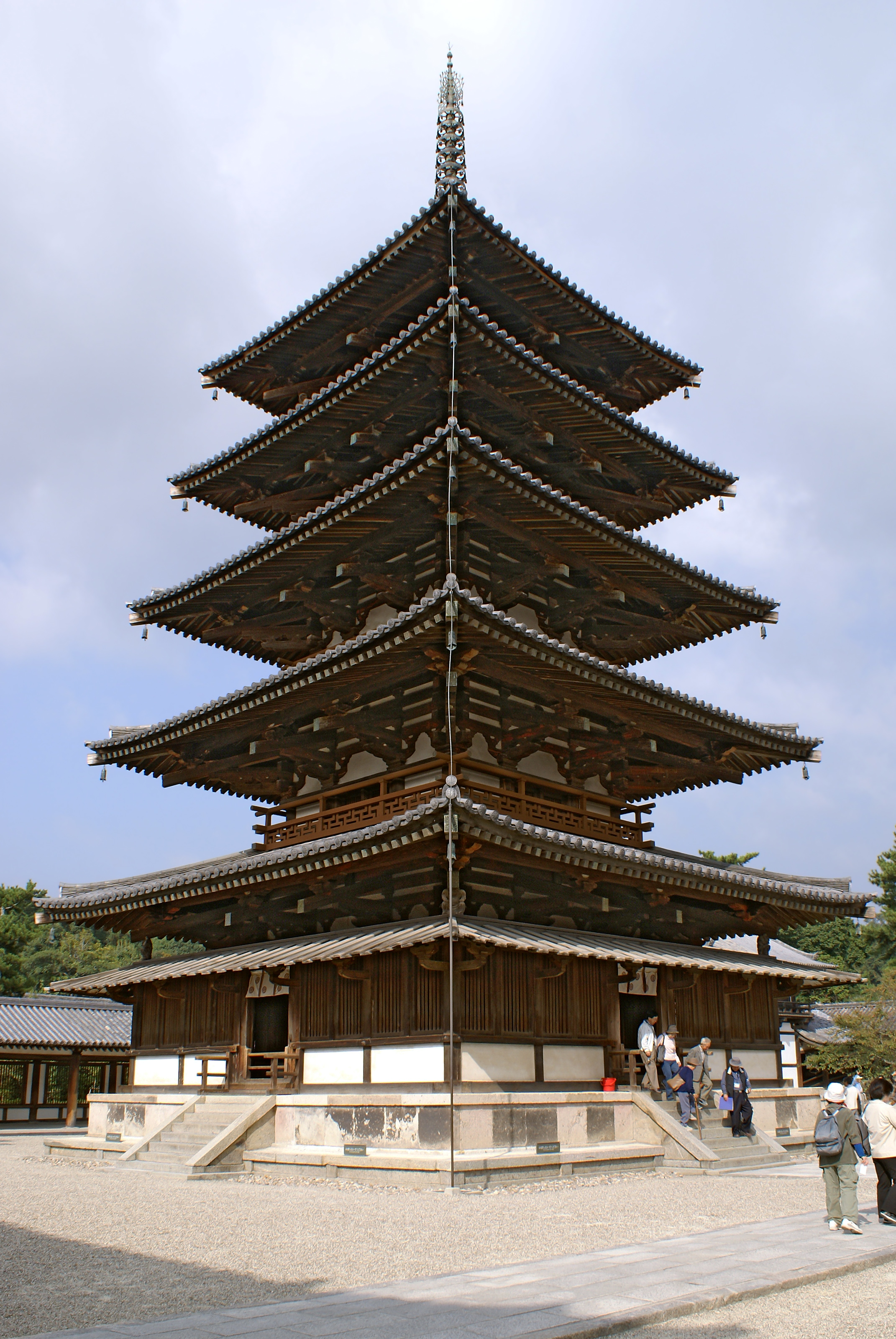
Gojū-no-Tō (Pięciopiętrowa Pagoda, Skarb Narodowy Japonii)
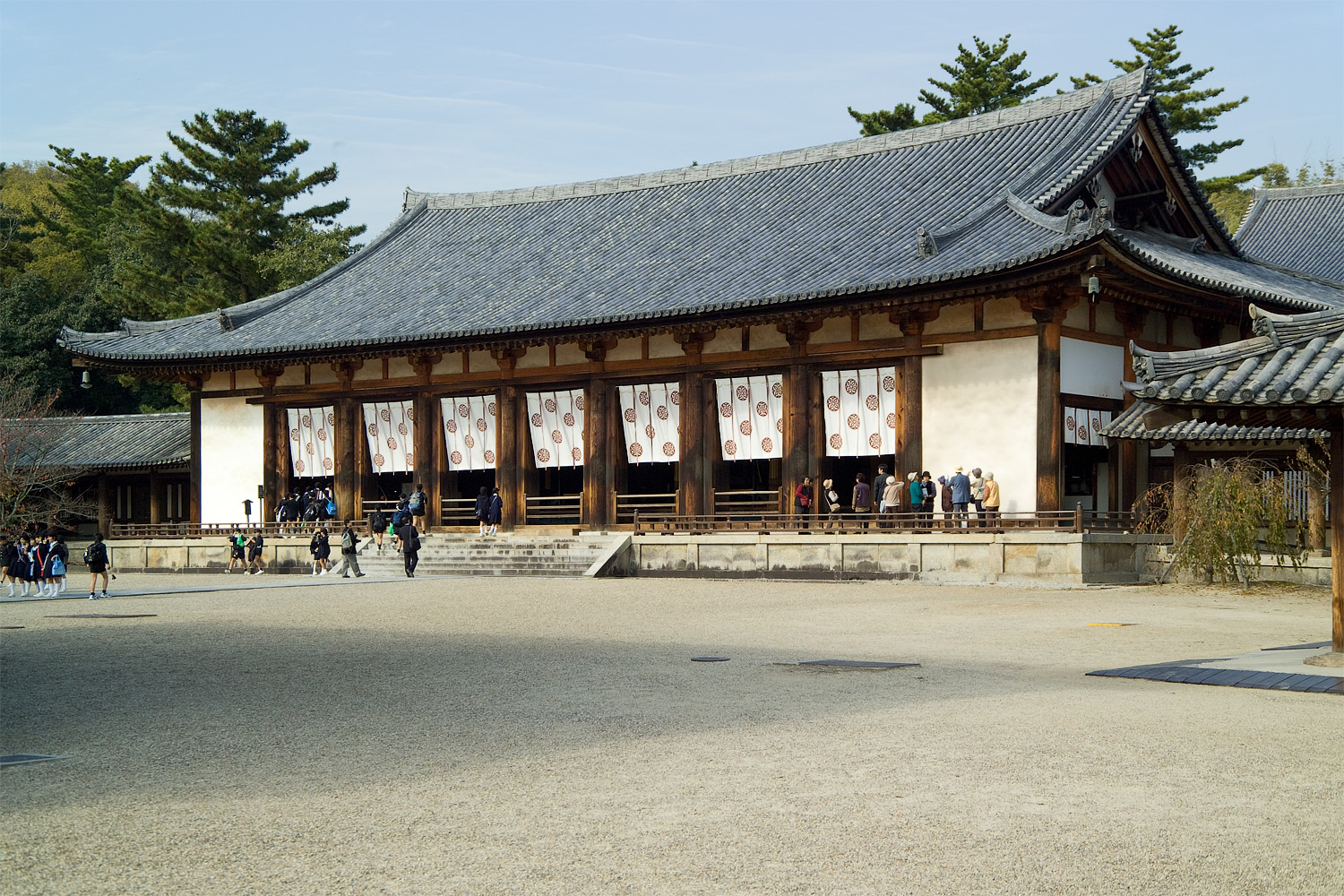
Daikōdō (Wielki Pawilon Wykładów)
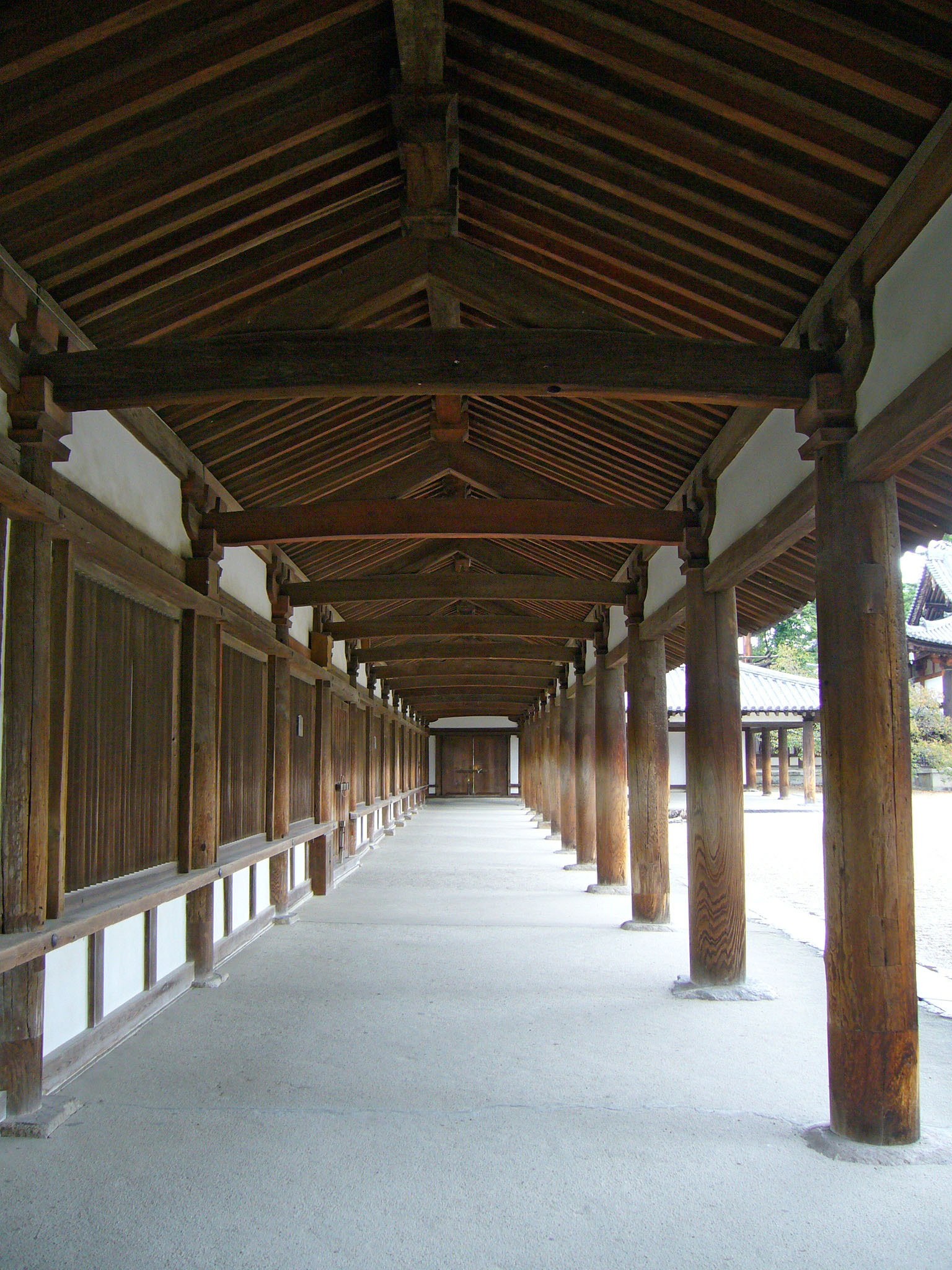
Arkadowe przejście
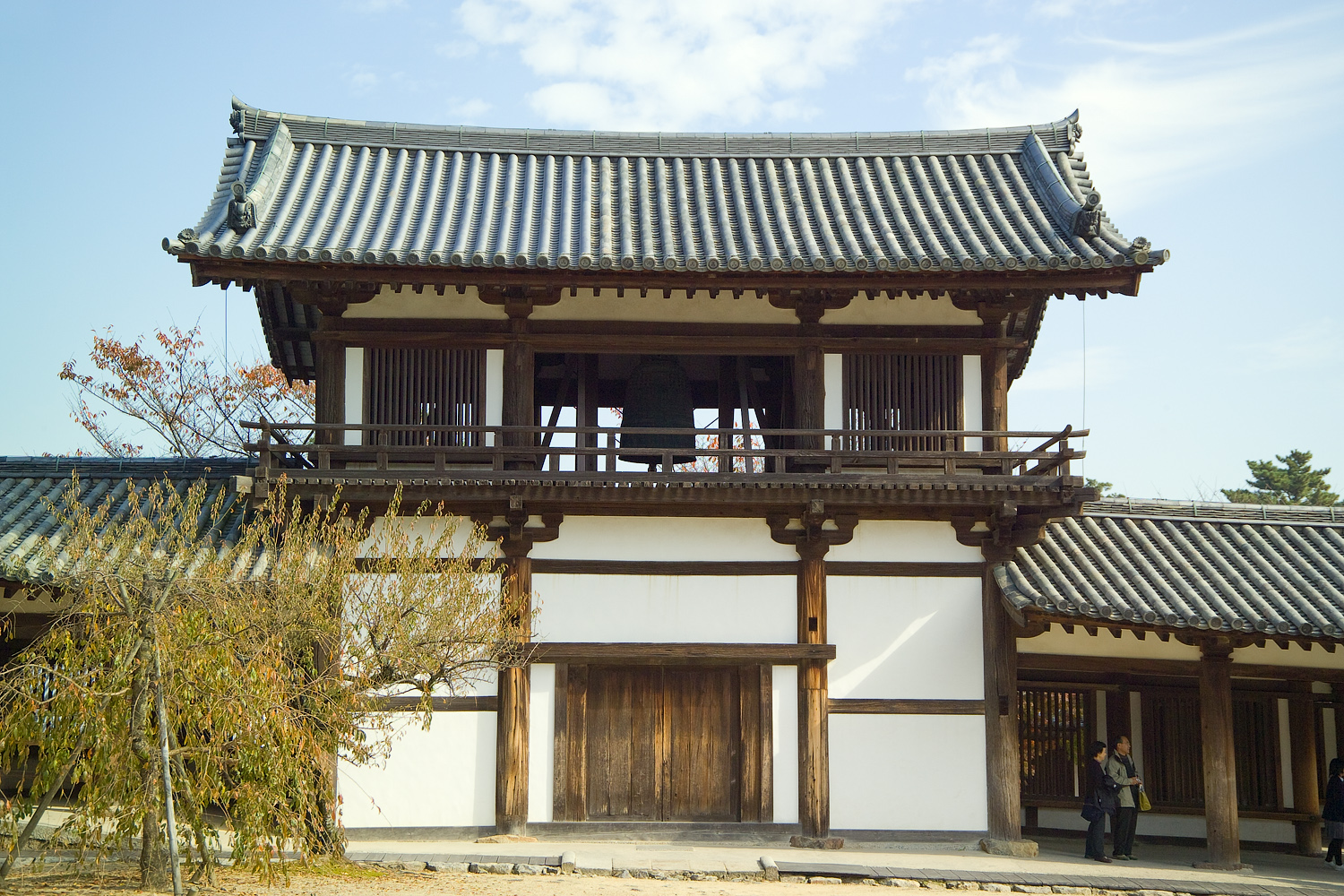
Wieża dzwonu
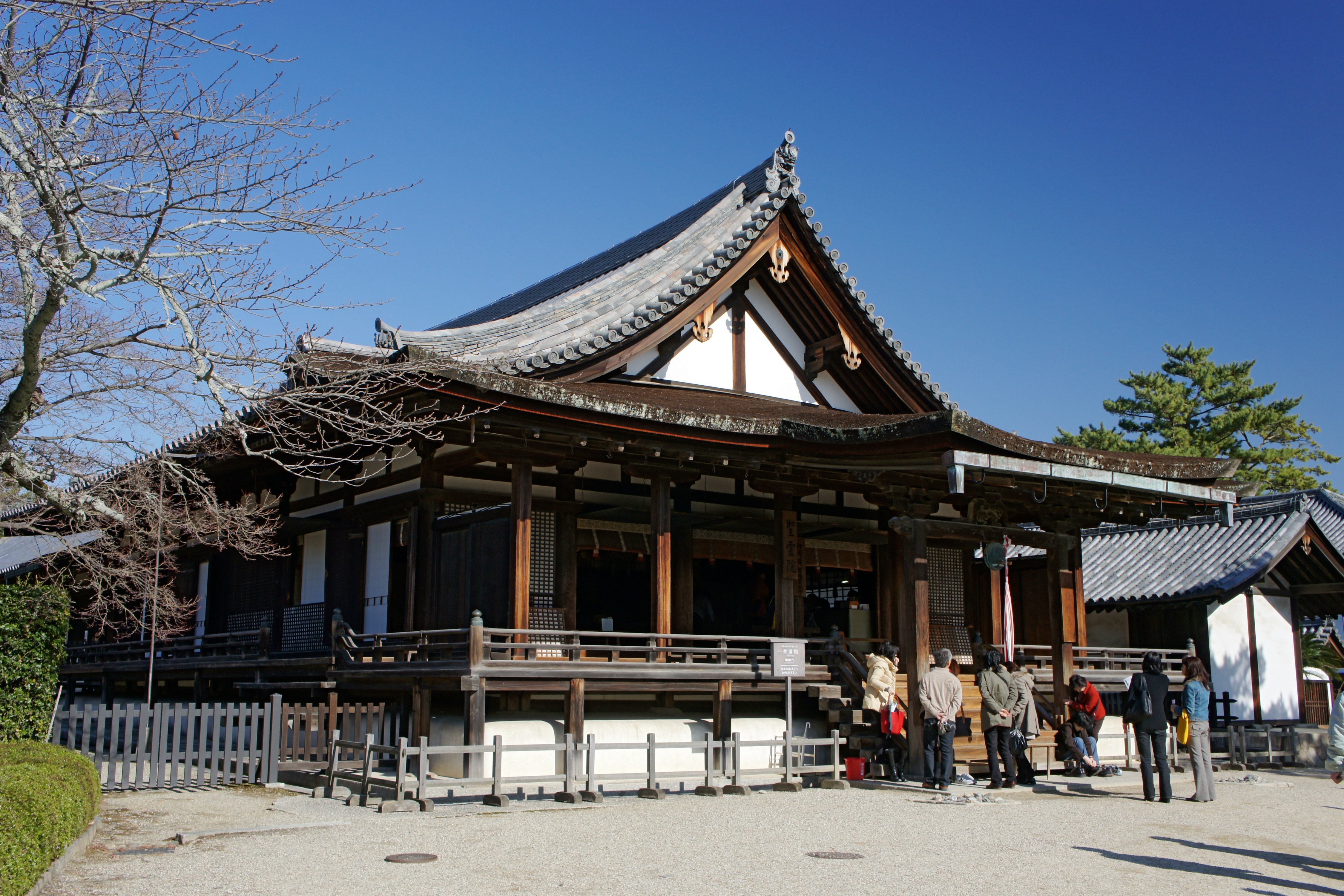
Shōryō-in (Skarb Narodowy Japonii)
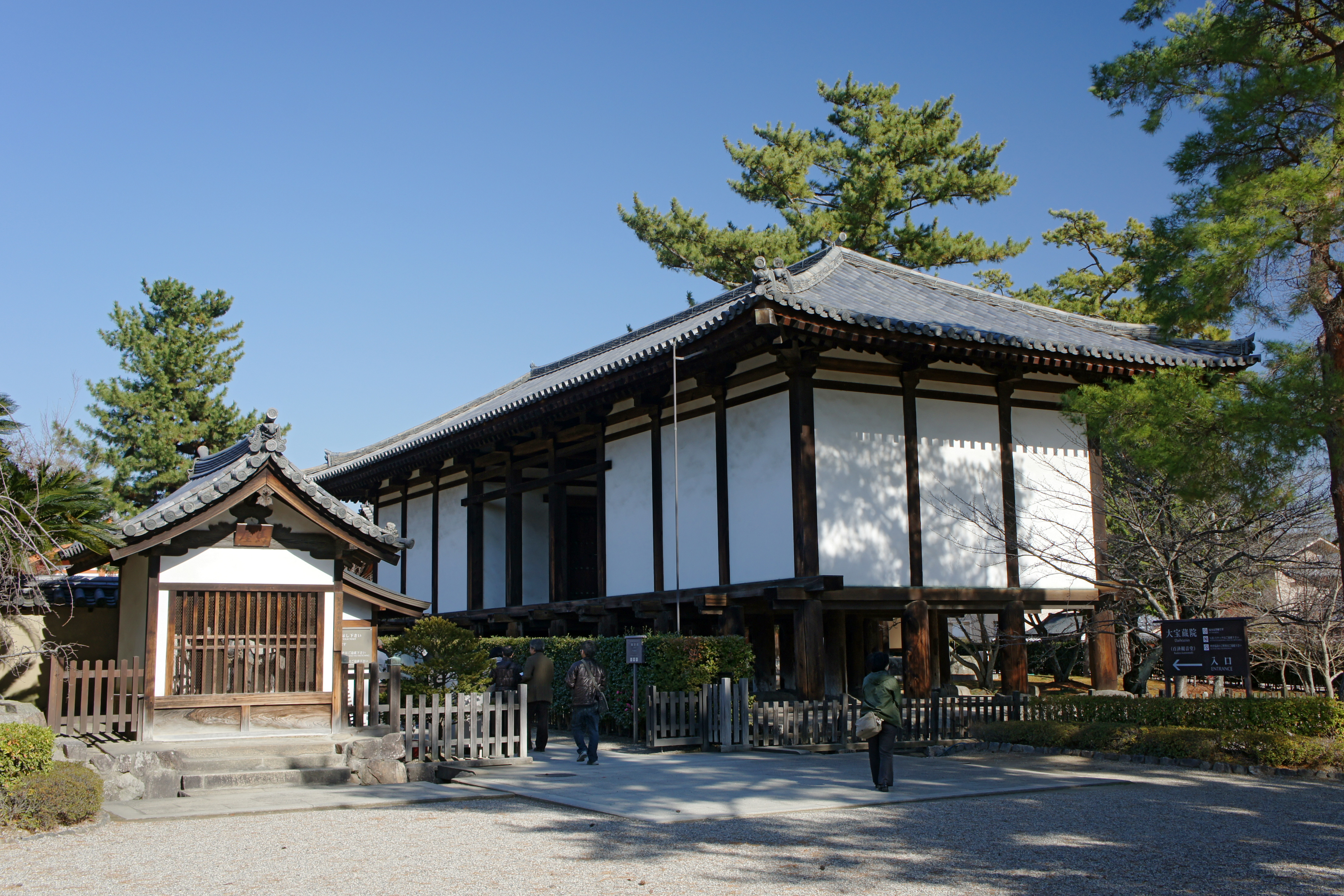
Kōfūzō (skarbiec świątynny)
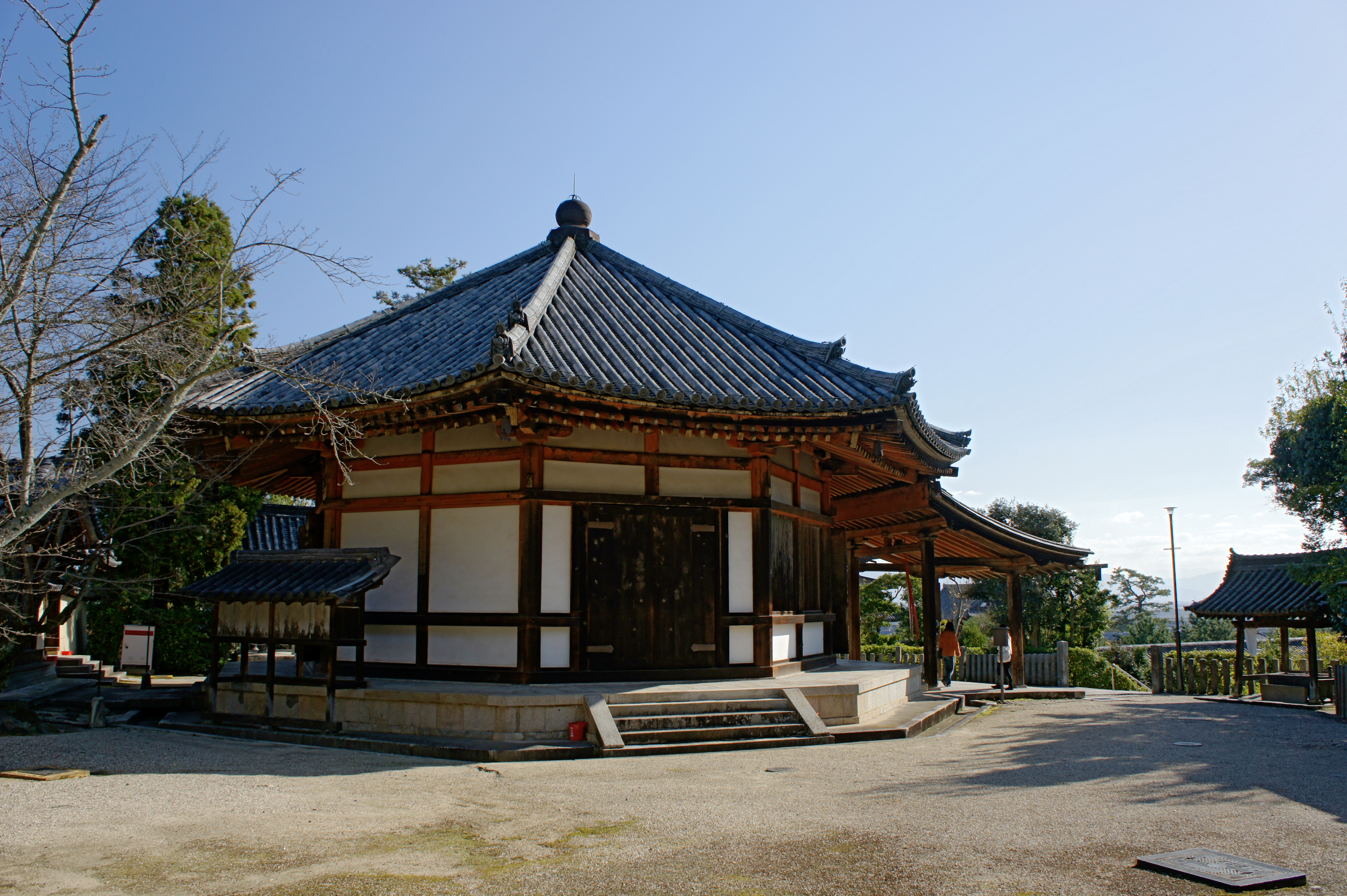
Saiendō (Zachodni Pawilon Okrągły, w rzeczywistości ośmiokątny, Skarb Narodowy Japonii)
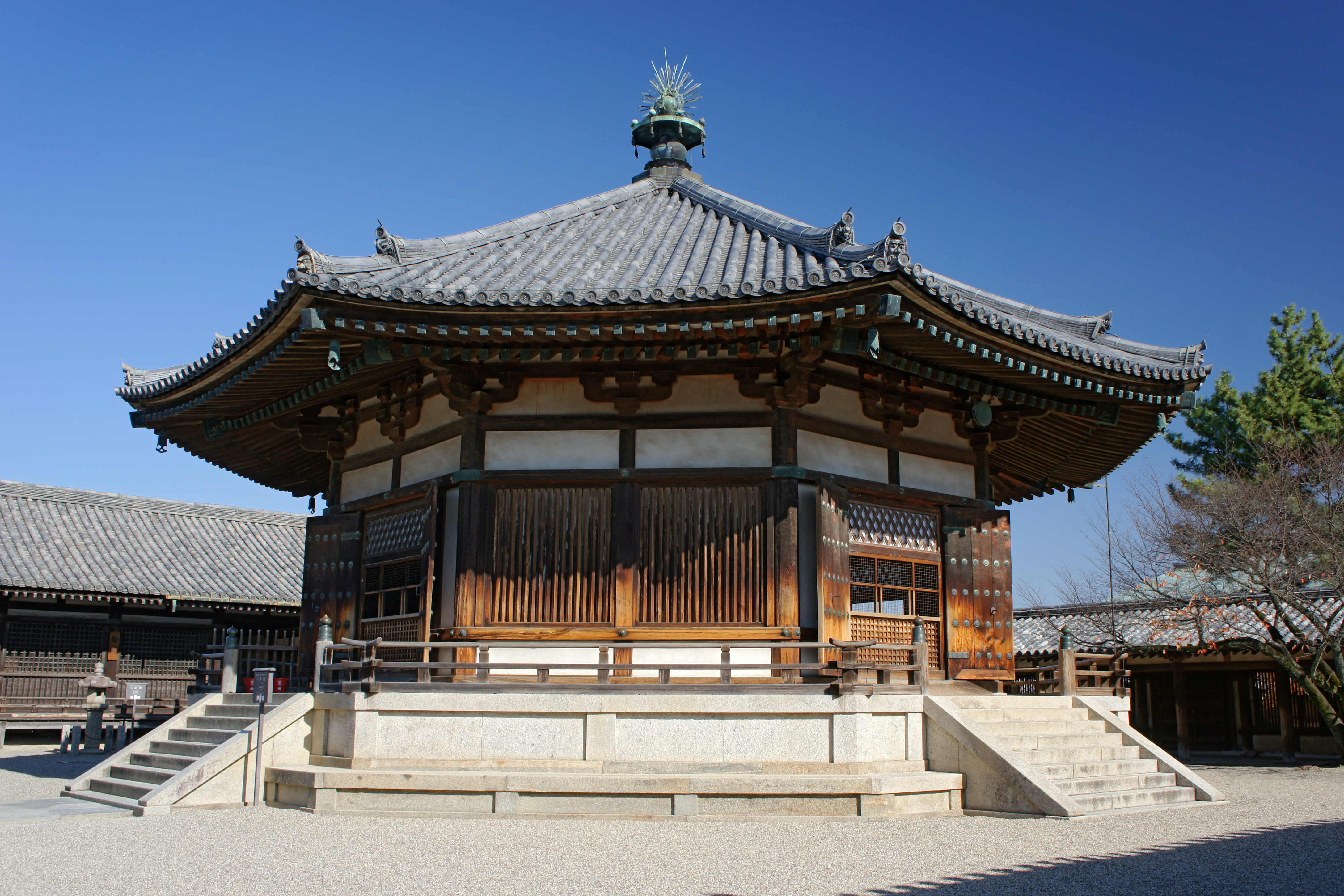
Yumedono (Pawilon Snów)
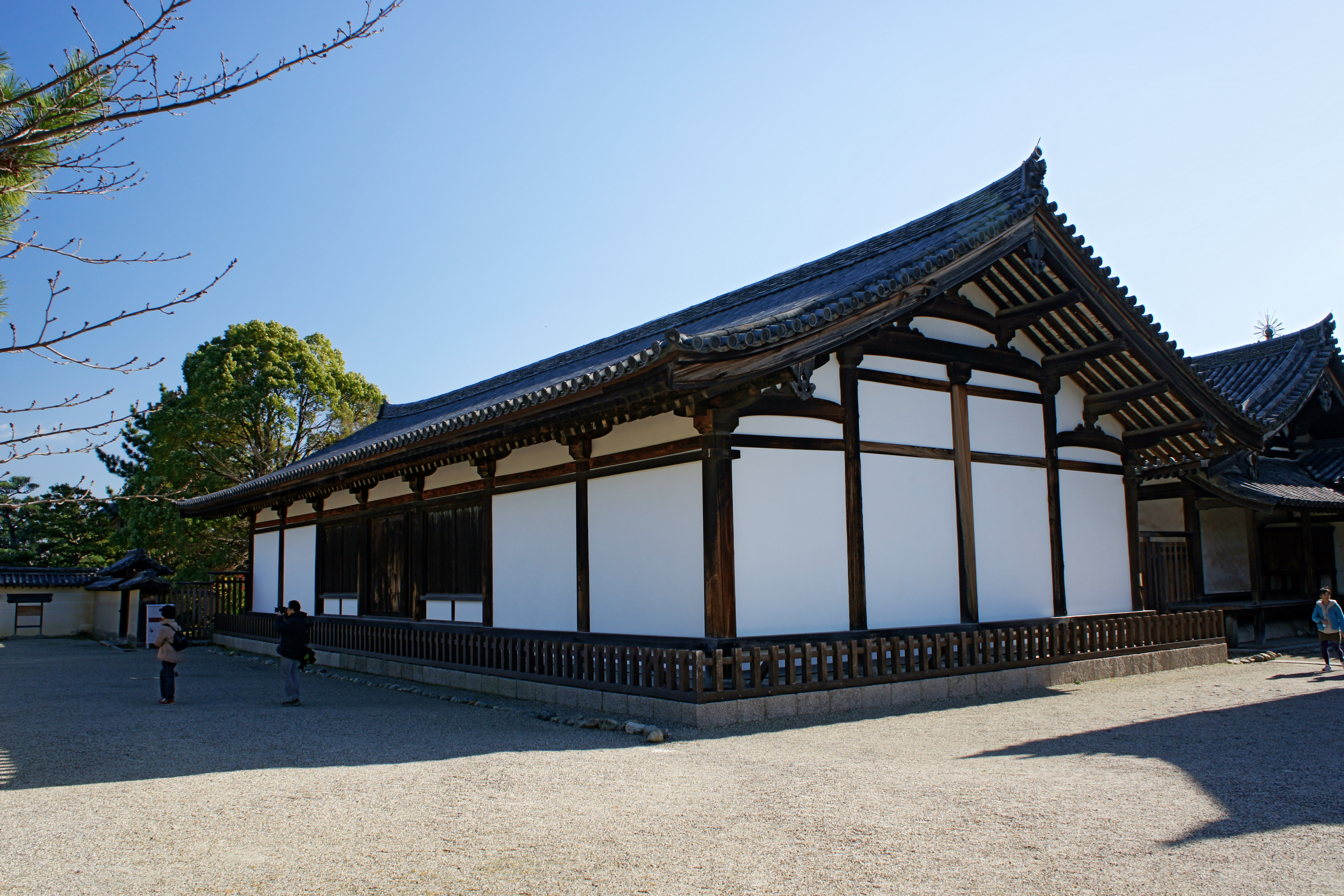
Denpōdō (Skarb Narodowy Japonii)
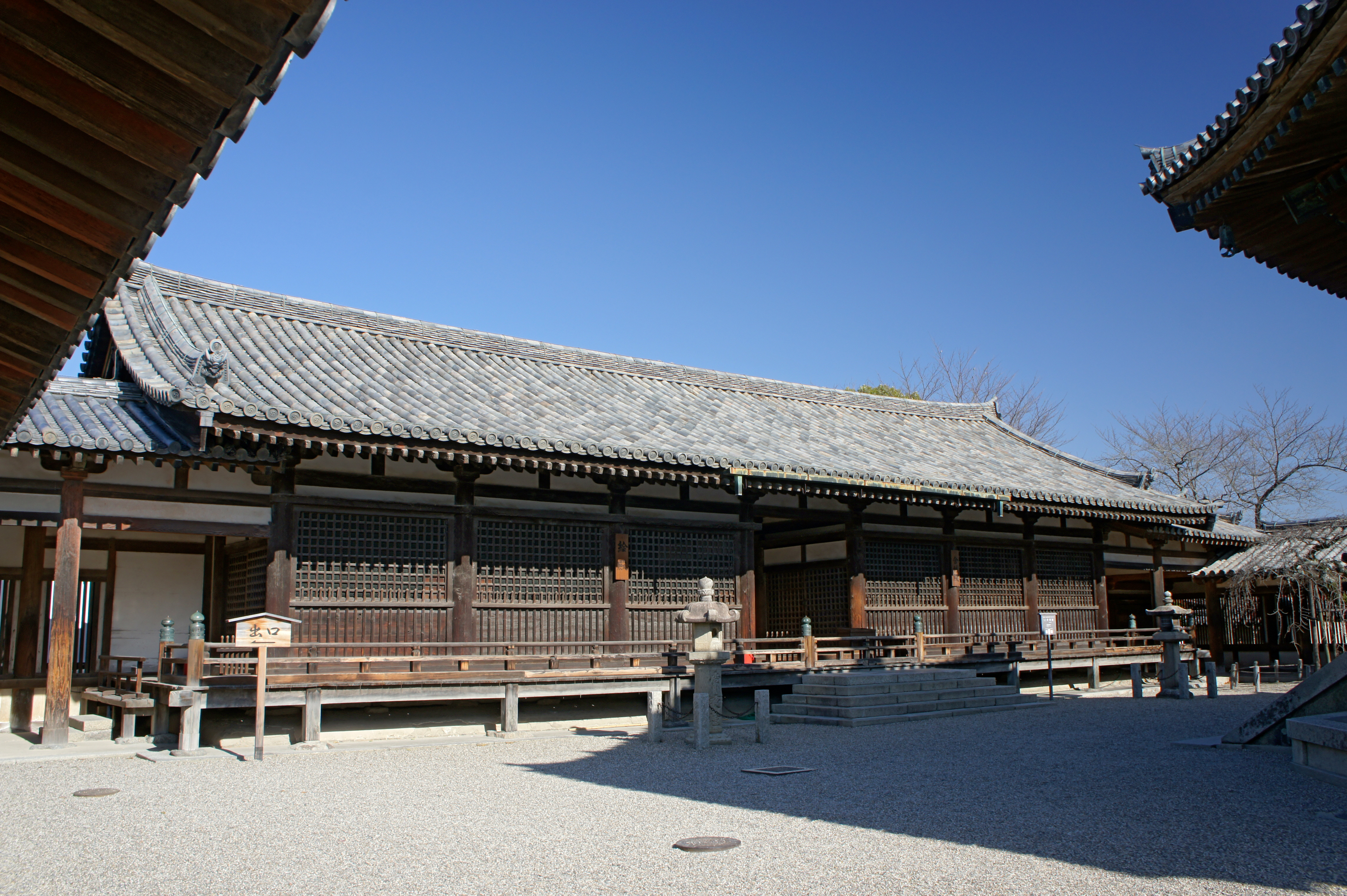
E-den (pawilon zbiorów malarskich) i Shari-den (pawilon relikwii Buddy)
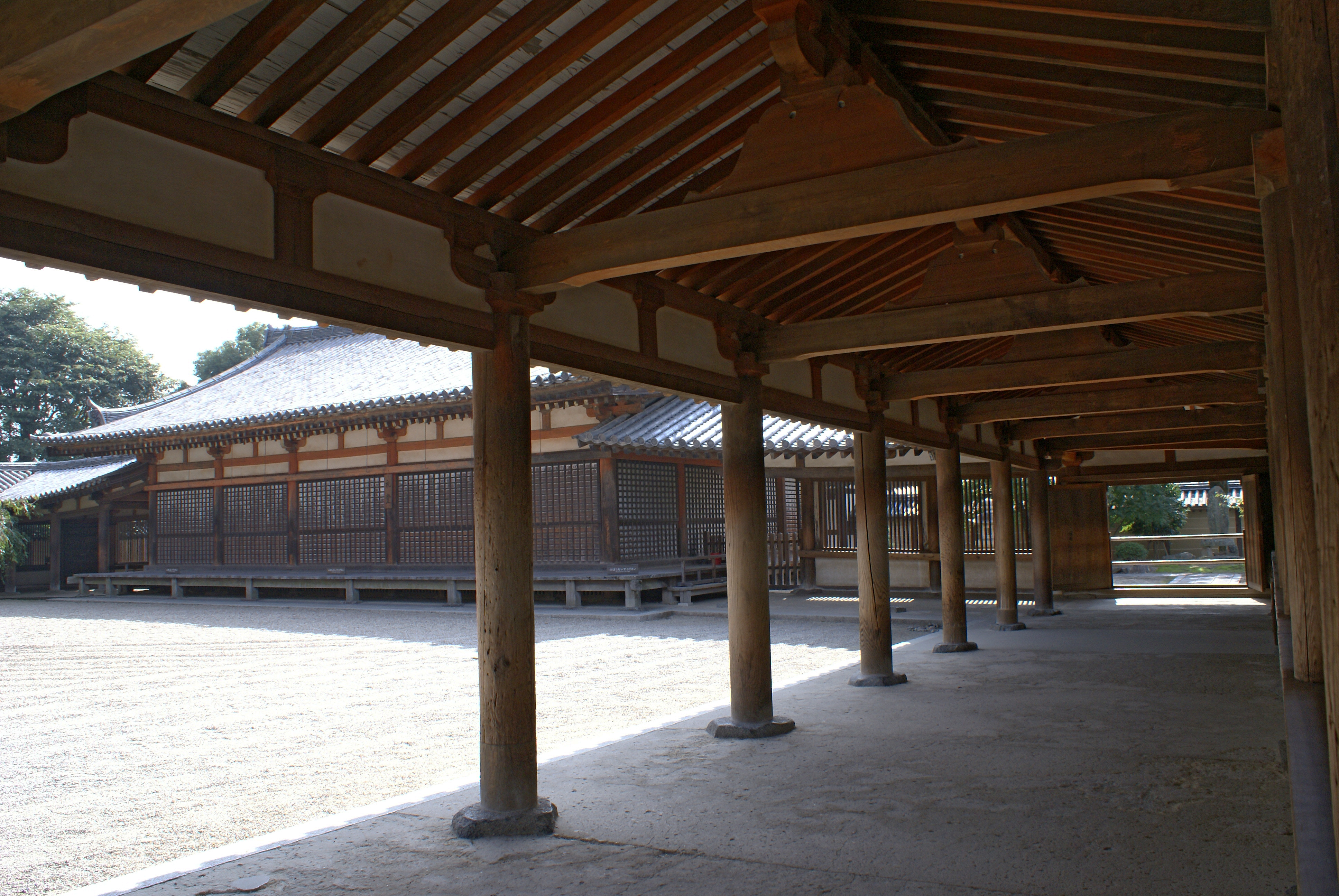
Arkadowe przejście we wschodniej części
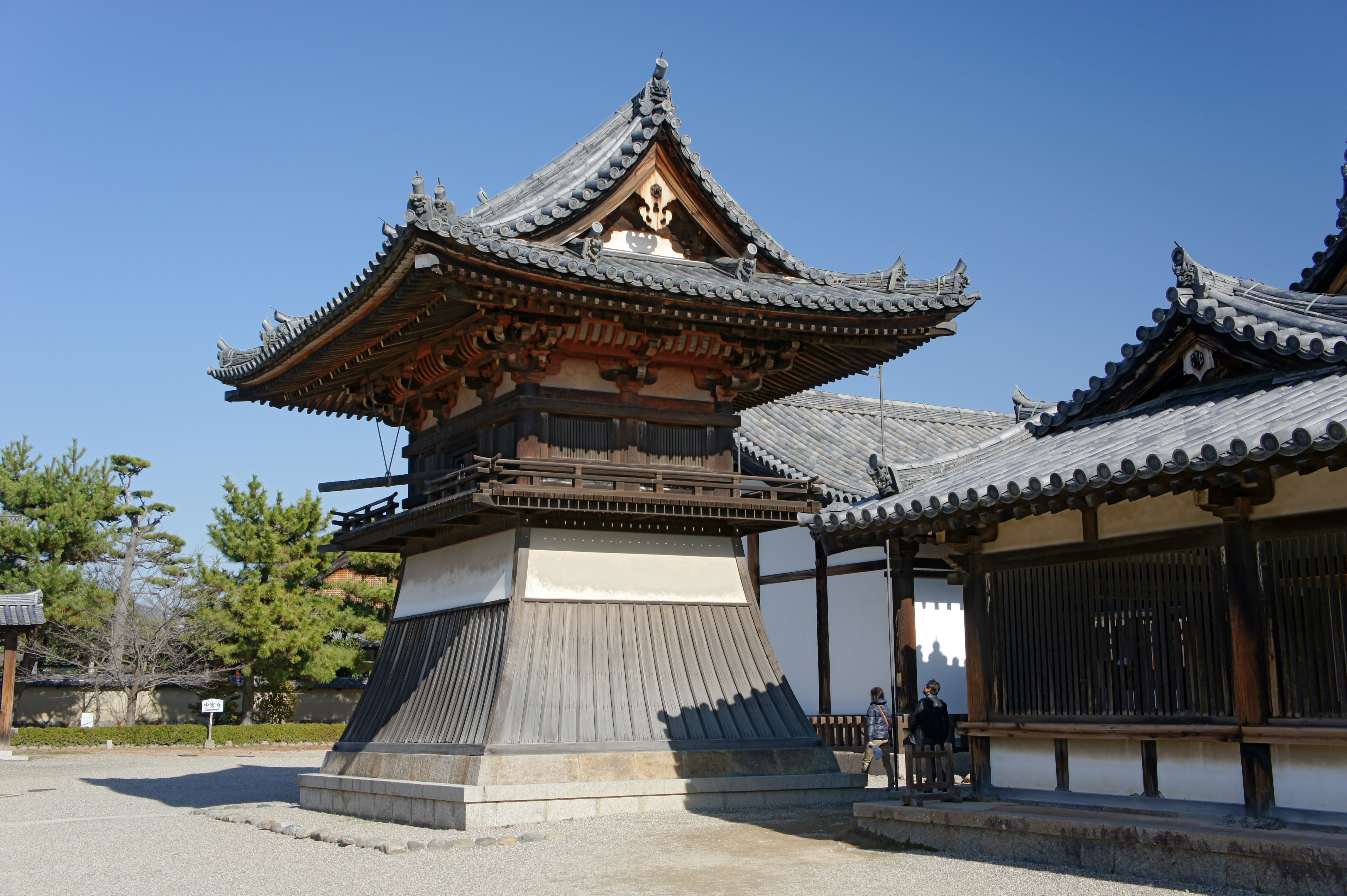
Wieża dzwonu wschodniej części